# Festuca hystrix
Festuca hystrix är en gräsart som beskrevs av Pierre Edmond Boissier. Festuca hystrix ingår i släktet svinglar, och familjen gräs. Inga underarter finns listade i Catalogue of Life.